# Latek (Bangil)
Latek is een bestuurslaag in het regentschap Pasuruan van de provincie Oost-Java, Indonesië. Latek telt 2483 inwoners (volkstelling 2010).